# Bottenfjellet
Bottenfjellet is een plaats in de Noorse gemeente Stange, fylke Innlandet. Bottenfjellet telt 269 inwoners (2007) en heeft een oppervlakte van 0,5 km².
Bottenfjellet · Ilseng · Gata · Ottestad · Romedal · Stange · Sørbygdafeltet · Tangen